# جوزف پونی
جوزف پونی (انگلیسی: Joseph Pevney؛ ۱۵ سپتامبر ۱۹۱۱ – ۱۸ مهٔ ۲۰۰۸) یک بازیگر، کارگردان، فیلم‌نامه‌نویس، و تهیه‌کننده اهل ایالات متحده آمریکا بود.
پونی سه بار ازدواج کرد. همسر اول او بازیگر میتزی گرین بود که از او صاحب چهار فرزند شد. در ۱۸ می ۲۰۰۸، پیونی در سن ۹۶ سالگی در خانه ای در پام دزرت، کالیفرنیا درگذشت.

## گزیده فیلمشناسی
از فیلم‌ها یا برنامه‌های تلویزیونی که وی در آن نقش داشته‌است می‌توان به آثار زیر اشاره کرد.
- نوکتورن (۱۹۴۶)
- جسم و روح (۱۹۴۷)
- لرزش (۱۹۵۰)
- دختر مخفی (۱۹۵۰)
- مرد آهنی (۱۹۵۱)
- بانوی اهل تگزاس (۱۹۵۱)
- به خاطر تو (۱۹۵۲)
- دور از همه قایق‌ها (۱۹۵۶)
- مرد هزار چهره (۱۹۵۷)
- استانبول (فیلم) (۱۹۵۷)
- تمی و مرد مجرد (۱۹۵۷)
- غارتگران (۱۹۶۰)